# 조지 체벨리스
조지 체벨리스(George Tsebelis는 그리스계 미국인 정치학자이다. 정치 체계와 형식적 모델링이 전공이다. 현재 미시간 대학교 교수다.
그는 아테나 국립 공과대학교에서 학사 학위를 받았고, 사이언스 포에서 정치학 학위를 받았다. 피에르 마리 퀴리 대학교에서 수리 통계학 박사 학위를 받았고, 세인트 루이스 워싱턴 대학교에서 정치학 박사 학위를 받았다.

## 거부권 행사자 이론
체벨리스는 거부권 행사자의 이론을 고안해, 그의 가장 잘 알려진 책 '거부권 행사자들: 정치 제도는 어떻게 작동하는가'(2002)에서 다루었다.
'거부권 행사자' 개념은 2000년 전까지 거슬러 올라가는 오래된 개념이다. 체벨리스는 이를 종합화하고 형식화했다. 거부권 행사자는 개인 또는 집합적 행위자로, 그들의 동의가 있어야 입법 과정에서의 현 상태의 변화가 일어날 수 있다. 체벨리스는 많은 수의 거부권 행사자가 있을 때, 의미있는 정책의 변화가 일어나기 어렵거나 불가능하다고 주장한다. 체벨리스는 또한 거부권 행사자들의 수가 많은 체계에서는 의미있는 법안들이 거의 통과되지 못할 것이고, 예산의 적자가 커질 것이라고 예측한다. 거부권 행사자에는 두 유형이 있다. 제도적(대통령, 의회, 상원처럼 공식적으로 지명된) 거부권 행사자와 정파적(체계의 규칙으로부터가 아니라 정치 게임에 의해 등장한) 거부권 행사자가 그것이다. 거부권 행사자들 중 어떤 이들은 다른 거부권 행사자들에게 '싫으면 말고' 식의 안건을 제시할 수 있다. 이들을 '의제 설정자'라고 한다.
체벨리스에 따르면, 실현가능한 결과들(거부권 행사자들 모두의 요구에 맞으면서 현 상태를 바꿀 수 있는 결과들의 집합) 중에서 의제 설정자는 자신이 가장 선호하는 결과를 선택할 수 있다. 체벨리스는 실현가능한 결과들이 거의 없을 때 의제 설정자는 더 적은 역할을 할 것이라고 예측한다. 가능한 것이 아무것도 없을 때에는(다시 말해, 모든 윈셋들이 교차하는 '중심부'가 없을 때에는), 의제 설정자가 누구인지는 무관해질 것이다.

## 같이 보기
- 의제 설정 이론